# Stictopisthus minimus
Stictopisthus minimus là một loài tò vò trong họ Ichneumonidae.